# General de orden
General es el nombre dado comúnmente al superior de ciertas sociedades religiosas. 
Los generales de orden son elegidos por los capítulos generales, ya vitalicios, ya por determinado tiempo (ordinariamente por tres años) y aprobados por el Papa, ante quien únicamente son responsables. Según los estatutos de ciertas órdenes, el General tiene a su lado un admonitor, como en otro tiempo el censor de los Patriarcas de Oriente, que vigila su conducta y en caso necesario le llama a su deber, sin ejercer por eso ningún derecho de jurisdicción sobre él.
Cada tres años se celebra bajo la presidencia del General, un capítulo general ordinario y en casos excepcionales puede convocarse capítulo general extraordinario. En él se tratan los asuntos interesantes a toda la orden y se adoptan las disposiciones necesarias. Regularmente, concurren a este capítulo los superiores provinciales, así como los definidores y los principales superiores de los conventos, por lo común los que tienen rango de prelados. Los generales de las órdenes están exentos de la jurisdicción episcopal y subordinados inmediatamente al Papa. Residen generalmente en Roma y, aparte de otros privilegios que les tienen concedidos los Soberanos Pontífices, atendida su gran influencia, el derecho canónico moderno les reconoce el de asistir a los Concilios generales con voz deliberativa, como los Obispos.